# Bukowinka (Hrebenne)
Bukowinka – część wsi Hrebenne w Polsce, położona w województwie lubelskim, w powiecie tomaszowskim, w gminie Lubycza Królewska.
W latach 1975–1998 Bukowinka administracyjnie należała do województwa zamojskiego.
Wierni Kościoła rzymskokatolickiego należą do parafii Narodzenia Najświętszej Maryi Panny w Siedliskach.